# Dezider
Dezider je mužské křestní jméno latinského původu. Odvozuje se od slova desiderium, touha, žádost. Význam jména se vykládá „vyžádaný, vytoužený“ nebo „žádoucí“. Domácí podoba jména je Dežo.

## Významní nositelé
- Dezider Cimra (1933–2010) – bývalý slovenský fotbalista
- Dezider Hoffman (1912–1986) – slovenský fotograf a kameraman
- Dezider Kardoš (1914–1991) – slovenský hudební skladatel a pedagog
- Dezider Kmecko (1915–????) – československý politik
- Dezider Kostka (1913–1986) – slovenský fotbalista
- Dezider Michalík (* 1932) – československý politik
- Dezider Milly (1906–1971) – československý malíř a pedagog, představitel výtvarného umění Rusínů na Slovensku
- Dezider Zagiba (1934–1997) – československý komunistický politik
- Dezider Siládi (* 1956) – bývalý československý fotbalista
- Dežo Ursiny (1947–1995) – slovenský hudebník, kytarista a skladatel